# André Gaillard (acteur)
Pour les articles homonymes, voir Gaillard et André Gaillard.
André Gaillard est un humoriste et acteur français, né à Paris le 19 décembre 1927 et mort à Nogent-sur-Marne le 30 septembre 2019. Il faisait partie du duo comique Les Frères ennemis.

## Biographie
En 1949, André Gaillard fait son service militaire en Allemagne. Il y rencontre Teddy Vrignault qu'il retrouvera plus tard par hasard sur les Champs-Élysées. Dès 1954, ils se produisent ensemble à L’Écluse d'abord sous les noms Gismon et Gisbée, souvent en spectacle d'improvisation.
Avec Teddy Vrignault, il forme ensuite Les Frères ennemis, duo d'humoristes très en vogue dans les années 1960 et 1970 en France. Le 1er novembre 1984, Teddy Vrignault disparaît sans laisser la moindre trace. Cette disparition, jamais expliquée depuis, en dépit de longues recherches, met fin au tandem alors en pleine tournée.
Quelques mois après il forme "Les Nouveaux ennemis" en duo avec sa régisseuse, Colette Duval, jusqu'au décès de celle-ci en 1988.
Dans les années 1990, André Gaillard participe à l'émission de Jacques Pradel Perdu de vue pour essayer de retrouver la trace de Teddy Vrignault, mais en vain.
Au cinéma, il apparaît notamment dans les films de Jean Yanne. Durant les années 1980, il participe à ses côtés à l'émission Les Grosses Têtes.
Il a aussi participé à la dernière saison de l'émission de La Classe où il faisait des dialogues courts avec Jean-Louis Blèze.
Ses deux filles, Silvia et Valérie Gaillard, ont créé Les Sœurs Z'ennemies.
Il meurt le 30 septembre 2019 à Nogent-sur-Marne (Val-de-Marne) à l'âge de 91 ans et est inhumé au cimetière communal.
Il était membre de l'Académie Alphonse-Allais.

## Théâtre
- 1956 : Jules de Pierre-Aristide Bréal, mise en scène Jacques Fabbri, théâtre Antoine
- 1958 : Les Matadors de Marcel Marceau, théâtre de l'Ambigu
- 1960 : Le Mobile d'Alexandre Rivemale, mise en scène Jean-Pierre Grenier, théâtre Fontaine
- 1961 : Liliom de Ferenc Molnár, mise en scène Jean-Pierre Grenier, théâtre de l'Ambigu
- 1989 : La Présidente de Maurice Hennequin et Pierre Veber, mise en scène Pierre Mondy, théâtre des Variétés
- 2008 : La Dame de chez Maxim de Georges Feydeau, mise en scène de Francis Perrin, théâtre des Variétés, montée pour une diffusion télévisée.

## Filmographie

### Cinéma
- 1962 : Les Parisiennes (segment Antonia) de Michel Boisrond : le réceptionniste de l'hôtel
- 1963 : Kriss Romani de Jean Schmidt : le commis de Pilate
- 1963 : Bébert et l'Omnibus d'Yves Robert : un caissier à la Samaritaine
- 1964 : Cherchez l'idole de Michel Boisrond : le régisseur à l'audition à la maison de la radio
- 1964 : Et si c'était une sirène de Jean Schmidt (court métrage)
- 1972 : Tout le monde il est beau, tout le monde il est gentil de Jean Yanne : Thomas, un rédacteur
- 1973 : Elle court, elle court la banlieue de Gérard Pirès : le premier flic ambulancier
- 1973 : Moi y'en a vouloir des sous de Jean Yanne : Cherbiller
- 1973 : Je sais rien, mais je dirai tout de Pierre Richard : l'employé à la sécurité sociale
- 1974 : Les Chinois à Paris de Jean Yanne : un bagarreur sur l'autoroute
- 1974 : Les Quatre Charlots mousquetaires d'André Hunebelle : un garde
- 1977 : Gloria de Claude Autant-Lara : le présentateur du cabaret
- 1987 : La Vie dissolue de Gérard Floque de Georges Lautner : un invité au défilé
- 1988 : Corentin ou les Infortunes conjugales de Jean Marbœuf : le greffier
- 1988 : Les Gauloises blondes de Jean Jabely : Cadbar, le druide
- 1992 : Room Service de Georges Lautner : Dr Zucca

### Télévision
- 1962 : Surprise party chez Lully (téléfilm) : René Duguay-Trouin
- 1965 : Calembredaines de Maurice Château (série TV) : un individu
- 1978 : Les Folies Offenbach de Michel Boisrond (série TV) : M. Houssaye
- 1987 : Qui c'est ce garçon? de Nadine Trintignant (série TV) : le fleuriste
- 1988 : Le Loufiat d'Annie Butler, Peter Deutsch, Maurice Fasquel et Pierre Sisser (série TV) : Me Faivre
- 1988 : La Vie en panne d'Agnès Delarive (série TV) : Rangon
- 1989 : Le Bonheur d'en face de Teff Erhat (série TV) : Albert
- 1990 : Maguy (série TV), épisode Mépris de Rome : Victor Loiseau
- 1991 : Les Dessous de la passion de Jean Marbœuf (téléfilm)
- 1994 : Fruits et Légumes de Christophe Andrei, Sylvie Durepaire et Christophe Salachas (téléfilm)
- 2008 : La Dame de chez Maxim (téléfilm) : Monsieur Sauvarel

## Discographie
- 1957 : L'Argotmuche tel qu'on le jaspine : La Genèse, La guerre de Troie aura lieu, Clément VII, François Ier et Charles Quint de Pierre Devaux, avec André Gaillard, Maurice Biraud, Raymond Souplex et Gilles Léger.

## Publications
- André Gaillard, L'Incroyable Histoire des Frères ennemis : Allo Teddy ? Ici André, Paris, Carrere, 1985, 229 p. (ISBN 2868041159, BNF 34838143).
- André Gaillard, Une semaine chargée, Paris, Flammarion, 1996, 117p.  (ISBN 2080673017)